# Alexander Scholtes
A.S.P. (Alexander) Scholtes (Nijmegen, 1 oktober 1982) is een Nederlands pianist, politicoloog, politicus en bestuurder van Indonesische afkomst. Hij is lid van D66. Sinds 5 april 2023 is hij wethouder van Amsterdam.

## Jeugd en middelbare school
Scholtes is geboren in Nijmegen, getogen in Noord-Brabant. Zijn vader is neuroloog, zijn moeder medisch analist. Zijn vader groeide op in het Monster (Zuid-Holland); zijn moeder in Palembang ( Indonesië). Zij kwam rond haar 17e met haar ouders naar Nederland. Ook zijn grootouders van moeders kant, waarvan opa advocaat en rechter was, kwamen naar Nederland. Scholtes doorliep de middelbare school in de periode van 1994 tot 2000 aan het Sint-Oelbertgymnasium in Oosterhout (Noord-Brabant).

## Maatschappelijke carrière
Hij studeerde van 1994 tot 2001 piano aan het Brabants Conservatorium van de Fontys Hogeschool voor de Kunsten en van 2001 tot 2004 aan het Conservatorium van Amsterdam van de Amsterdamse Hogeschool voor de Kunsten. Scholtes was van 1993 tot 2006 actief als pianist. Hij mocht tijdens een van de Uitmarkten spelen in de grote zaal van het Koninklijk Concertgebouw spelen, speelde in Hamburg voor 1400 toeschouwers en ook in Japan. Naar eigen gevoel bleef het echter te veel werken en ondanks dat zijn ouders een piano voor hem hadden aangeschaft, vertelde hij hen dat een serieuze loopbaan daarin geen optie (meer) was. Zijn zuster Lestari Scholtes zou wel beroepsmusicus worden.
Scholtes studeerde daarna politicologie, van 2002 tot 2010 aan de Universiteit van Amsterdam met als afstudeerrichting internationale betrekkingen, en van 2010 tot 2013 aan de Universiteit Leiden. Van 2006 tot 2007 studeerde hij aan de Radboud Universiteit. Van 2006 tot 2007 liep hij stage bij de Tweede Kamerfractie van D66 als persoonlijk medewerker van Lousewies van der Laan en Alexander Pechtold. Van 2007 tot 2009 was hij beleidsmedewerker en voorlichter van de fractie van D66 in de gemeenteraad van Amsterdam. Van 2009 tot 2014 was hij beleidsadviseur bij de Vereniging Hogescholen. Hij was van 2014 tot 2017 politiek assistent van Kajsa Ollongren, destijds wethouder van Amsterdam. Na het vertrek van Ollongren was hij van 2017 tot 2018 politiek adviseur van wethouders Simone Kukenheim en Udo Kock. Van 2018 tot 2022 was hij (senior) adviseur European & Regional Affairs bij de Schiphol Group.

## Politieke carrière
Scholtes was van 2004 tot 2005, als secretaris politiek, lid van het landelijk bestuur van de Jonge Democraten, de politieke jongerenorganisatie die verbonden is aan D66. Van 2006 tot 2008 was hij namens D66 duoraadslid en van 2008 tot 2010 lid van de stadsdeelraad van Amsterdam Oud-Zuid. Van 2010 tot 2014 was hij namens D66 lid van de stadsdeelraad en fractievoorzitter van Amsterdam-Zuid. Hij was van 2022 tot 2023 als stadsdeelvoorzitter lid van het dagelijks bestuur van Amsterdam-Centrum en had hij in zijn portefeuille aanpak binnenstad, oov/veiligheid incl. radicalisering, handhaving, evenementen, bouwen, ruimtelijke ordening, economische zaken en marktzaken. Op 5 april 2023 volgde hij Shula Rijxman op als wethouder van Amsterdam en heeft hij in zijn portefeuille zorg en maatschappelijke ontwikkeling, publieke gezondheid en preventie, ict en digitale stad, lokale media inclusief buurtmedia, deelnemingen (excl. AEB en Schiphol), monumenten en erfgoed, varen en Artis.

## Nevenfuncties
Scholtes is, naast zijn nevenfuncties ambtshalve, sinds 2022 bestuurslid van de Nederlandse Vechtsportautoriteit en sinds 2020 lid van de raad van toezicht van het Indisch Herinneringscentrum. Van 2018 tot 2022 was hij auditor bij de Nederlandse Vechtsportautoriteit. Van 2016 tot 2010 was hij bestuurslid van het Indisch Herinneringscentrum. Van 2019 tot 2022 was hij lid van de raad van toezicht van de Amsterdamse Jeugdtheaterschool.

## Hobby's
Scholtes houdt zich in zijn vrije tijd bezig met klassieke muziek en kickboksen. De interesse voor dat laatste ontstond al in de jaren negentig, maar de onmogelijke combinatie pianospelen en vechtsport verhinderde dat. Televisie-uitzendingen via Eurosport op het gebied van K-1 inspireerden hem om verder te gaan richting de sport. Toen die pianoloopbaan er niet langer in zat, legde hij zich meer toe op vechtsport en kwam in 2018 voor het eerst tot een partij. Hij bezweek, in eigen woorden, aan publiek en eigen schuld en verloor de partij. Verdere oefeningen kwamen er in Amsterdam-Oost, in 2023 stond hij voor de derde keer in de ring en won. Volgens Scholtes helpt die sport hem ook mentaal weerbaarder te maken.